# Петар Ражич
Петар Антун Ражич (англ. Petar Antun Rajič; нар. 12 червня 1959, Торонто, Канада) — канадський прелат і ватиканський дипломат. Титулярний архієпископ Сарсентерума з 2 грудня 2009. Апостольський нунцій в Бахрейні, в Катарі і в Кувейті і апостольський делегат на Аравійському півострові з 2 грудня 2009 по 15 червня 2015. Апостольський нунцій в Ємені і ОАЕ з 27 березня 2010 по 15 червня 2015. Апостольський нунцій в Анголі і Сан-Томе і Принсіпі з 15 червня 2015 до 15 червня 2019 року.
З 15 червня 2019 року апостольський нунцій у Литві, а з 6 серпня 2019 року також апостольський нунцій у Латвії та Естонії.
11 березня 2024 року призначений апостольським нунцієм в Італії та Сан-Марино.